# 蔓菊蝨蚜
蔓菊蝨蚜（学名：Aleurodaphis mikaniae）为扁蚜科蝨蚜屬下的一个种。